# Echinocladius martini
Echinocladius martini är en tvåvingeart som beskrevs av Peter Scott Cranston 2000. Echinocladius martini ingår i släktet Echinocladius och familjen fjädermyggor. Inga underarter finns listade i Catalogue of Life.